# Kabinett Borg Olivier V
Das maltesische Kabinett Borg Olivier V wurde am 7. April 1966 von Premierminister Ġorġ Borg Olivier von der Partit Nazzjonalista (PN) gebildet. Es löste das vierte Kabinett Borg Olivier ab und befand sich bis zum 21. Juni 1971 im Amt.

## Geschichte

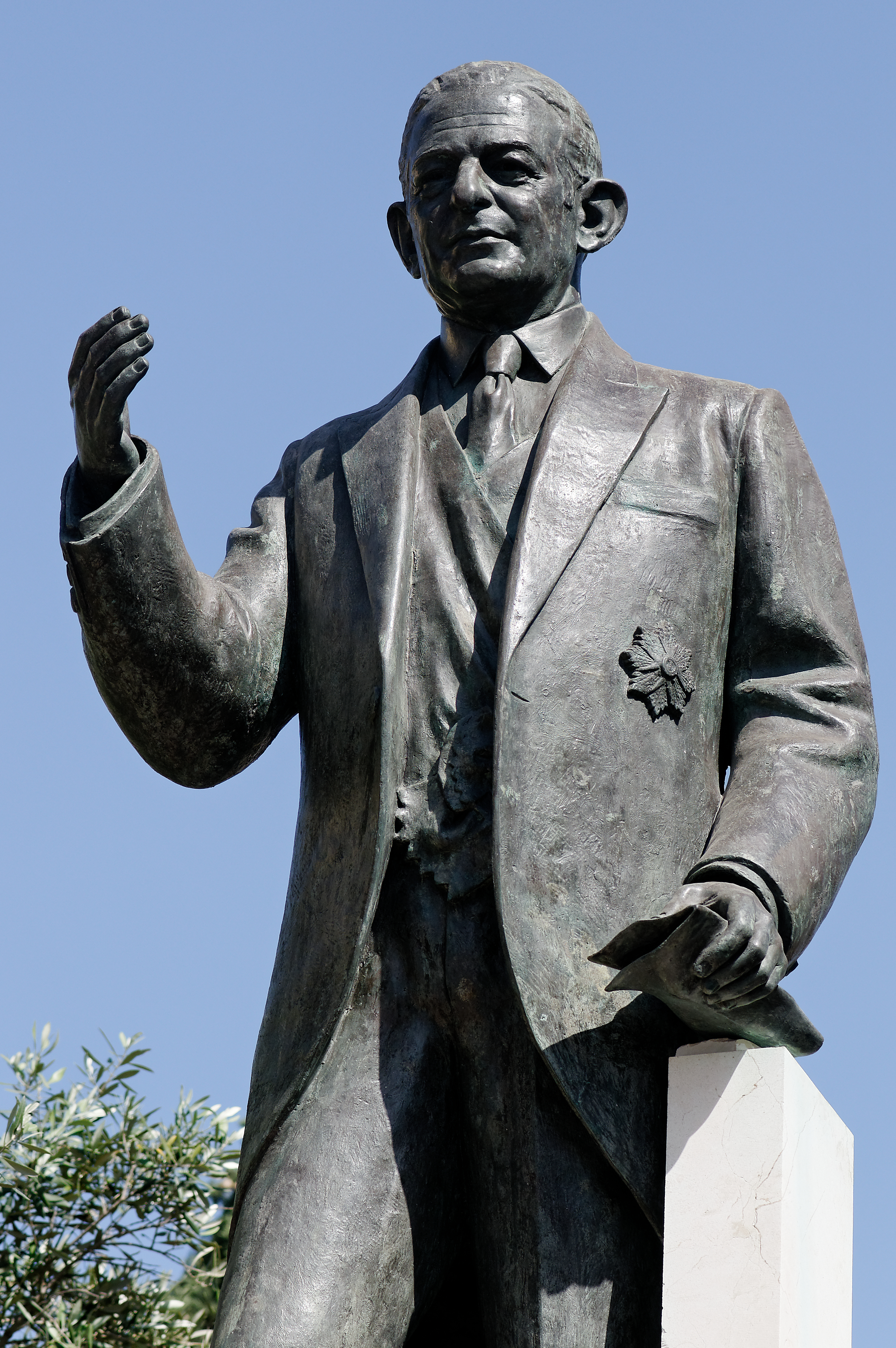
Statue von Ġorġ Borg Olivier auf dem Castille Square in Valletta

Bei den Wahlen am 26. und 28. März 1966 konnte die Partit Nazzjonalista ihr Ergebnis der letzten Wahlen um drei Sitze verbessern und verfügte mit 28 der 50 Sitze im Repräsentantenhaus über eine absolute Mehrheit gegenüber der Partit Laburista (PL) des ehemaligen Premierministers Dom Mintoff, die 22 Mandate bekam. Die bisher im Parlament vertretenen Partei verloren ihre Parlamentssitze, so dass mit PN und PL nur noch zwei Parteien im Repräsentantenhaus vertreten waren. Während seiner Amtszeit schloss Malta am 5. Dezember 1970 ein Assoziierungsabkommen mit den Europäischen Gemeinschaften (EG).
Bei den Wahlen vom 12. und 14. Juni 1971 erlitt die PN eine Niederlage. Die Anzahl der Sitze im Repräsentantenhaus wurde auf 55 erweitert, von den Mintoffs PL 28 Mandate bekam, während die PN Borg Oliviers 27 Sitze erzielte. Daraufhin bildete Mintoff am 21. Juni 1971 sein zweites Kabinett.

## Minister
| Amt                                                                          | Name                    | Partei               |
| ---------------------------------------------------------------------------- | ----------------------- | -------------------- |
| Premierminister, Außenminister und Minister für Commonwealth-Angelegenheiten | Ġorġ Borg Olivier       | Partit Nazzjonalista |
| Minister für Finanzen, Zölle und Häfen                                       | Giovanni Felice         | Partit Nazzjonalista |
| Minister für Bildung, Kultur und Tourismus                                   | Paul Borg Olivier       | Partit Nazzjonalista |
| Minister für Landwirtschaft, Fischerei, Handel und Industrie                 | Guzi Spiteri            | Partit Nazzjonalista |
| Minister für Justiz, Wohnungsbau und Parlamentarische Angelegenheiten        | Tommaso Caruana Demajo  | Partit Nazzjonalista |
| Minister für Arbeit, Auswanderung und soziale Dienste                        | Ċensu Tabone            | Partit Nazzjonalista |
| Gesundheitsminister                                                          | Alexander Cachia Zammit | Partit Nazzjonalista |
| Minister für öffentliche Arbeiten                                            | Carmelo Caruana         | Partit Nazzjonalista |